# 楊雄 (観徳王)
楊 雄（よう ゆう、大統8年（542年） - 大業8年3月10日（612年4月15日））は、中国の隋の皇族。観徳王。もとの名は恵。字は威恵。文帝楊堅の族子にあたる。弟は楊達・楊貴。

## 経歴
父の楊紹は、北周に仕えて、敷豳宜成文扶洮鄧八州刺史を追贈し、儻城郡公の爵位を受け、叱呂引氏の姓を賜っている。
天和5年（570年）、楊雄は太子司旅下大夫となった。建徳3年（574年）、北周の武帝が雲陽宮に幸し、衛王宇文直が乱を起こして、その一党が粛章門を襲撃すると、楊雄は迎え撃ってこれを破った。位は上儀同に進み、清水県子に封ぜられた。右少師衛中大夫に累進した。宣政元年（578年）、武陽県公に改封された。
大象元年（579年）、爵位は邗国公に進んだ。大象2年（580年）、楊堅が丞相となったとき、楊雄は畢王宇文賢の下で別駕をつとめており、宇文賢が楊堅を害そうとしていることを知って、楊堅に告発した。宇文賢が処刑されると、楊雄は功績により柱国・雍州牧に任ぜられ、相府虞候を領した。北周の宣帝が葬られるとき、諸王が変事を起こすのに備えて、楊雄は6000騎を率いて陵所に護送した。位は上柱国に進んだ。
開皇元年（581年）、隋が建てられると、楊雄は左衛大将軍となり、宗正卿を兼ねて、朝政に参加した。爵位は広平王に進んだ。高熲・虞慶則・蘇威とともに「四貴」と称された。
開皇9年（589年）、司空に任じられた。開皇19年（599年）、清漳王に改封された。仁寿元年（601年）、安徳王に改封された。
大業元年（605年）、太子太傅に任ぜられた。大業2年（606年）、元徳太子楊昭が死去すると、鄭州刺史の事務を検校した。大業3年（607年）、懐州刺史に任ぜられ、間もなく京兆尹となった。大業4年（608年）、煬帝が吐谷渾に親征すると、楊雄は澆河道の諸軍を総管し、凱旋すると観王に改封された。
大業8年（612年）、高句麗遠征において、左翊衛大将軍を検校し、遼東道に進出した。瀘河鎮で病のため死去。享年は71。司徒・襄国武安渤海清河上党河間済北高密済陰長平十郡太守の位を追贈された。諡は徳といった。

## 子女
- 楊恭仁（吏部侍郎）
- 楊綝（司隷大夫）
- 楊続（散騎侍郎）
- 楊縯
- 楊綱
- 楊恭道
- 楊師道（妻は長広公主）

## 伝記資料
- 『隋書』巻四十三 列伝第八
- 『北史』巻七十一 列伝第五十九